# Вольф Бірман
Вольф Бірман (нім. Wolf Biermann; 15 листопада 1936, Гамбург) — німецький бард, один з найвідоміших дисидентів у Німецькій Демократичній Республіці (НДР).

## Життєпис
Народився в родині портового робітника-комуніста єврейського походження Дагоберта Бірмана. У 1943 році батько майбутнього барда загинув в концентраційному таборі Освенцім.
Після Другої світової війни Бірман вступив в піонерську організацію; закінчив гімназію Генріха Герца в Гамбурзі і в 1953 році з ідеологічних міркувань змінив громадянство, переїхавши з ФРН в ГДР за сприяння дружини Еріха Гонеккера Маргот Гонеккер.
У 1955—1957 роках Бірман вивчав економіку в Берлінському університеті імені Гумбольдта. До 1963 року вивчав філософію і математику.
У 1961 році заснував східноберлінський «Робітничий і студентський театр». Поставлена там п'єса про проблему Берлінської стіни була заборонена. У цей час відносини поета з владою НДР різко погіршилися.

Фактична висилка Бірмана в 1976 спровокувала від'їзд з НДР цілого ряду діячів культури, включаючи співачку Ніну Гаґен, режисерів Манфреда Карге, Адольфа Дрезена і Маттіаса Лянґгофа, популярного кіноактора Манфреда Круґа. Залишившись на Заході, Бірман продовжував складати і виконувати пісні.